# Dean Lewis/Diskografie
Diese Diskografie ist eine Übersicht über die musikalischen Werke des australischen Singer-Songwriters Dean Lewis. Den Schallplattenauszeichnungen zufolge hat er bisher mehr als 23,4 Millionen Tonträger verkauft. Seine erfolgreichste Veröffentlichung ist die Single Be Alright mit über 12,1 Millionen verkauften Einheiten.

## Alben

### Studioalben
| Jahr | Titel Musiklabel                      | Höchstplatzierung, Gesamtwochen, AuszeichnungChartplatzierungen (Jahr, Titel, Musiklabel, Platzierungen, Wochen, Auszeichnungen, Anmerkungen) | Höchstplatzierung, Gesamtwochen, AuszeichnungChartplatzierungen (Jahr, Titel, Musiklabel, Platzierungen, Wochen, Auszeichnungen, Anmerkungen) | Höchstplatzierung, Gesamtwochen, AuszeichnungChartplatzierungen (Jahr, Titel, Musiklabel, Platzierungen, Wochen, Auszeichnungen, Anmerkungen) | Höchstplatzierung, Gesamtwochen, AuszeichnungChartplatzierungen (Jahr, Titel, Musiklabel, Platzierungen, Wochen, Auszeichnungen, Anmerkungen) | Höchstplatzierung, Gesamtwochen, AuszeichnungChartplatzierungen (Jahr, Titel, Musiklabel, Platzierungen, Wochen, Auszeichnungen, Anmerkungen) | Höchstplatzierung, Gesamtwochen, AuszeichnungChartplatzierungen (Jahr, Titel, Musiklabel, Platzierungen, Wochen, Auszeichnungen, Anmerkungen) | Anmerkungen                                               |
| Jahr | Titel Musiklabel                      | DE | AT | CH | UK | US | AU | Anmerkungen                                               |
| ---- | ------------------------------------- | --- | --- | --- | --- | --- | --- | --------------------------------------------------------- |
| 2019 | A Place We Knew Island Records (UMG)  | DE32 (4 Wo.)DE | AT33 (1 Wo.)AT | CH11 Platin · (4 Wo.)CH | UK37 Gold · (4 Wo.)UK | US31 Gold · (4 Wo.)US | AU1 ×2Doppelplatin · (75 Wo.)AU | Erstveröffentlichung: 22. März 2019 Verkäufe: + 1.170.000 |
| 2022 | The Hardest Love Island Records (UMG) | DE56 (1 Wo.)DE | — | CH33 (1 Wo.)CH | — | — | AU4 (5 Wo.)AU | Erstveröffentlichung: 4. November 2022 Verkäufe: + 57.500 |
| 2024 | The Epilogue Island Records (UMG)     | DE66 (1 Wo.)DE | AT66 (1 Wo.)AT | CH18 (1 Wo.)CH | — | — | AU2 (1 Wo.)AU | Erstveröffentlichung: 18. Oktober 2024                    |

### EPs
| Jahr | Titel Musiklabel                            | Höchstplatzierung, Gesamtwochen, AuszeichnungChartplatzierungen (Jahr, Titel, Musiklabel, Platzierungen, Wochen, Auszeichnungen, Anmerkungen) | Höchstplatzierung, Gesamtwochen, AuszeichnungChartplatzierungen (Jahr, Titel, Musiklabel, Platzierungen, Wochen, Auszeichnungen, Anmerkungen) | Höchstplatzierung, Gesamtwochen, AuszeichnungChartplatzierungen (Jahr, Titel, Musiklabel, Platzierungen, Wochen, Auszeichnungen, Anmerkungen) | Höchstplatzierung, Gesamtwochen, AuszeichnungChartplatzierungen (Jahr, Titel, Musiklabel, Platzierungen, Wochen, Auszeichnungen, Anmerkungen) | Höchstplatzierung, Gesamtwochen, AuszeichnungChartplatzierungen (Jahr, Titel, Musiklabel, Platzierungen, Wochen, Auszeichnungen, Anmerkungen) | Höchstplatzierung, Gesamtwochen, AuszeichnungChartplatzierungen (Jahr, Titel, Musiklabel, Platzierungen, Wochen, Auszeichnungen, Anmerkungen) | Anmerkungen                                              |
| Jahr | Titel Musiklabel                            | DE | AT | CH | UK | US | AU | Anmerkungen                                              |
| ---- | ------------------------------------------- | --- | --- | --- | --- | --- | --- | -------------------------------------------------------- |
| 2017 | Same Kind of Different Island Records (UMG) | — | — | — | UK— SilberUK | — | AU27 Gold · (3 Wo.)AU | Erstveröffentlichung: 28. April 2017 Verkäufe: + 102.500 |

## Singles

### Als Leadmusiker
| Jahr | Titel Album                                 | Höchstplatzierung, Gesamtwochen, AuszeichnungChartplatzierungen (Jahr, Titel, Album, Platzierungen, Wochen, Auszeichnungen, Anmerkungen) | Höchstplatzierung, Gesamtwochen, AuszeichnungChartplatzierungen (Jahr, Titel, Album, Platzierungen, Wochen, Auszeichnungen, Anmerkungen) | Höchstplatzierung, Gesamtwochen, AuszeichnungChartplatzierungen (Jahr, Titel, Album, Platzierungen, Wochen, Auszeichnungen, Anmerkungen) | Höchstplatzierung, Gesamtwochen, AuszeichnungChartplatzierungen (Jahr, Titel, Album, Platzierungen, Wochen, Auszeichnungen, Anmerkungen) | Höchstplatzierung, Gesamtwochen, AuszeichnungChartplatzierungen (Jahr, Titel, Album, Platzierungen, Wochen, Auszeichnungen, Anmerkungen) | Höchstplatzierung, Gesamtwochen, AuszeichnungChartplatzierungen (Jahr, Titel, Album, Platzierungen, Wochen, Auszeichnungen, Anmerkungen) | Anmerkungen                                                                  |
| Jahr | Titel Album                                 | DE | AT | CH | UK | US | AU | Anmerkungen                                                                  |
| ---- | ------------------------------------------- | --- | --- | --- | --- | --- | --- | ---------------------------------------------------------------------------- |
| 2016 | Waves Same Kind of Different                | DE— PlatinDE | — | — | UK— PlatinUK | US— PlatinUS | AU12 ×11Elffachplatin · (23 Wo.)AU | Erstveröffentlichung: 30. September 2016 Verkäufe: + 3.405.000               |
| 2017 | Need You Now Same Kind of Different         | — | — | — | UK— SilberUK | — | AU— ×2DoppelplatinAU | Erstveröffentlichung: 7. April 2017 Verkäufe: + 465.000                      |
| 2017 | Lose My Mind Same Kind of Different         | — | — | — | UK— SilberUK | — | AU50 ×3Dreifachplatin · (1 Wo.)AU | Erstveröffentlichung: 20. Oktober 2017 Verkäufe: + 490.000                   |
| 2018 | Be Alright A Place We Knew                  | DE8 ×3Dreifachgold · (36 Wo.)DE | AT7 Platin · (35 Wo.)AT | CH6 (43 Wo.)CH | UK11 ×3Dreifachplatin · (20 Wo.)UK | US23 ×5Fünffachplatin · (29 Wo.)US | AU1 ×11Elffachplatin · (50 Wo.)AU | Erstveröffentlichung: 29. Juni 2018 Verkäufe: + 12.133.333                   |
| 2019 | 7 Minutes A Place We Knew                   | — | — | — | UK— SilberUK | — | AU10 ×4Vierfachplatin · (17 Wo.)AU | Erstveröffentlichung: 18. Januar 2019 Verkäufe: + 725.000                    |
| 2019 | Stay Awake A Place We Knew                  | — | — | — | UK100 Silber · (1 Wo.)UK | — | AU26 ×3Dreifachplatin · (9 Wo.)AU | Erstveröffentlichung: 18. März 2019 Verkäufe: + 520.000                      |
| 2019 | Used to Love –                              | — | — | CH42 (1 Wo.)CH | — | — | AU46 Gold · (2 Wo.)AU | Erstveröffentlichung: 31. Oktober 2019 Verkäufe: + 70.000; mit Martin Garrix |
| 2021 | Falling Up –                                | — | — | — | — | — | AU48 Platin · (1 Wo.)AU | Erstveröffentlichung: 5. März 2021 Verkäufe: + 70.000                        |
| 2021 | Looks Like Me The Hardest Love              | — | — | — | — | — | AU— PlatinAU | Erstveröffentlichung: 21. Oktober 2021 Verkäufe: + 110.000                   |
| 2022 | Hurtless The Hardest Love                   | — | — | — | UK— SilberUK | — | AU29 ×2Doppelplatin · (7 Wo.)AU | Erstveröffentlichung: 31. März 2022 Verkäufe: + 430.000                      |
| 2022 | How Do I Say Goodbye The Hardest Love       | DE24 Gold · (21 Wo.)DE | AT14 Gold · (30 Wo.)AT | CH7 Platin · (43 Wo.)CH | UK23 Platin · (21 Wo.)UK | — | AU14 ×4Vierfachplatin · (20 Wo.)AU | Erstveröffentlichung: 31. August 2022 Verkäufe: + 1.820.000                  |
| 2023 | Trust Me Mate The Epilogue                  | — | — | — | — | — | — | Erstveröffentlichung: 29. September 2023                                     |
| 2024 | Memories The Epilogue                       | — | — | — | — | — | — | Erstveröffentlichung: 1. März 2024                                           |
| 2024 | The Last Bit of Us The Epilogue             | — | — | — | — | — | — | Erstveröffentlichung: 28. März 2024                                          |
| 2024 | All I Ever Wanted The Epilogue              | — | — | — | — | — | — | Erstveröffentlichung: 28. Juni 2024                                          |
| 2024 | Rest The Epilogue                           | — | — | — | — | — | — | Erstveröffentlichung: 9. August 2024 feat. Sasha Alex Sloan                  |
| 2024 | Empire The Epilogue                         | — | — | — | — | — | — | Erstveröffentlichung: 14. Oktober 2024                                       |
| 2025 | I Hate That It’s True The Epilogue (Deluxe) | — | — | — | — | — | — | Erstveröffentlichung: 9. Mai 2025                                            |

### Als Gastmusiker
| Jahr | Titel Album                               | Höchstplatzierung, Gesamtwochen, AuszeichnungChartplatzierungen (Jahr, Titel, Album, Platzierungen, Wochen, Auszeichnungen, Anmerkungen) | Höchstplatzierung, Gesamtwochen, AuszeichnungChartplatzierungen (Jahr, Titel, Album, Platzierungen, Wochen, Auszeichnungen, Anmerkungen) | Höchstplatzierung, Gesamtwochen, AuszeichnungChartplatzierungen (Jahr, Titel, Album, Platzierungen, Wochen, Auszeichnungen, Anmerkungen) | Höchstplatzierung, Gesamtwochen, AuszeichnungChartplatzierungen (Jahr, Titel, Album, Platzierungen, Wochen, Auszeichnungen, Anmerkungen) | Höchstplatzierung, Gesamtwochen, AuszeichnungChartplatzierungen (Jahr, Titel, Album, Platzierungen, Wochen, Auszeichnungen, Anmerkungen) | Höchstplatzierung, Gesamtwochen, AuszeichnungChartplatzierungen (Jahr, Titel, Album, Platzierungen, Wochen, Auszeichnungen, Anmerkungen) | Anmerkungen                                                                  |
| Jahr | Titel Album                               | DE | AT | CH | UK | US | AU | Anmerkungen                                                                  |
| ---- | ----------------------------------------- | --- | --- | --- | --- | --- | --- | ---------------------------------------------------------------------------- |
| 2022 | Never Really Loved Me Thrill of the Chase | — | — | CH100 (1 Wo.)CH | — | — | — | Erstveröffentlichung: 1. Juli 2022 Verkäufe: + 40.000; Kygo feat. Dean Lewis |
| 2022 | Lost Without You Thrill of the Chase      | — | — | — | — | — | — | Erstveröffentlichung: 8. Juli 2022 Kygo feat. Dean Lewis                     |
| 2023 | In a Perfect World –                      | — | — | — | — | — | — | Erstveröffentlichung: 29. Juni 2023 Julia Michaels feat. Dean Lewis          |
| 2023 | 28 –                                      | — | — | — | — | — | — | Erstveröffentlichung: 10. November 2023 Ruth B. feat. Dean Lewis             |
| 2024 | Fall at Your Feet –                       | DE— aDE | — | — | — | — | — | Erstveröffentlichung: 12. Juli 2024 Cyril feat. Dean Lewis                   |
| 2024 | Middle of Love –                          | — | — | — | — | — | — | Erstveröffentlichung: 23. August 2024 Picture This feat. Dean Lewis          |
| 2024 | Fix You –                                 | — | — | — | — | — | — | Erstveröffentlichung: 3. Oktober 2024 Daniel Seavey feat. Dean Lewis         |

## Musikvideos
| Jahr | Titel                | Regie                   |
| ---- | -------------------- | ----------------------- |
| 2016 | Waves                | Mick Jones              |
| 2017 | Need You Now         | Mick Jones              |
| 2017 | Lose My Mind         | Josh Logue              |
| 2018 | Chemicals            | Mick Jones              |
| 2018 | Be Alright           | Jessie Hill             |
| 2019 | 7 Minutes            | Stevie Russell          |
| 2019 | Stay Awake           | Stevie Russell          |
| 2019 | Used to Love         |                         |
| 2021 | Falling Up           | Tim Mattia              |
| 2021 | Looks Like Me        | Tim Mattia              |
| 2022 | Hurtless             | James Fitzgerald        |
| 2022 | Lost Without You     | Johannes Lovund         |
| 2022 | How Do I Say Goodbye | Sean Loaney             |
| 2023 | Trust Me Mate        | Luke Shaw               |
| 2024 | Memories             | Mick Jones, Sean Loaney |
| 2024 | The Last Bit of Us   | Sean Loaney             |
| 2024 | All I Ever Wanted    | Sean Loaney             |
| 2024 | Rest                 | Sean Loaney             |
| 2024 | Fall at Your Feet    | Tim Madden              |
| 2024 | Middle of Love       |                         |
| 2024 | Fix You              |                         |
| 2024 | Empire               | Landon Juern, Luke Shaw |

## Sonderveröffentlichungen
| Jahr | Titel Album                               | Anmerkungen                                                   |
| ---- | ----------------------------------------- | ------------------------------------------------------------- |
| 2022 | Lost Without You Thrill of the Chase      | Erstveröffentlichung: 11. November 2022 Kygo feat. Dean Lewis |
| 2022 | Never Really Loved Me Thrill of the Chase | Erstveröffentlichung: 11. November 2022 Kygo feat. Dean Lewis |

## Statistik

### Chartauswertung
|                     | DE    | AT    | CH    | UK    | US    | AU    |
| ------------------- | ----- | ----- | ----- | ----- | ----- | ----- |
| Nummer-eins-Alben   | DE—DE | AT—AT | CH—CH | UK—UK | US—US | AU1AU |
| Top-10-Alben        | DE—DE | AT—AT | CH—CH | UK—UK | US—US | AU3AU |
| Alben in den Charts | DE3DE | AT2AT | CH3CH | UK1UK | US1US | AU4AU |

|                       | DE    | AT    | CH    | UK    | US    | AU    |
| --------------------- | ----- | ----- | ----- | ----- | ----- | ----- |
| Nummer-eins-Singles   | DE—DE | AT—AT | CH—CH | UK—UK | US—US | AU1AU |
| Top-10-Singles        | DE1DE | AT1AT | CH2CH | UK—UK | US—US | AU2AU |
| Singles in den Charts | DE2DE | AT2AT | CH4CH | UK3UK | US1US | AU9AU |

### Auszeichnungen für Musikverkäufe
Die Lieder A Place We Knew, Chemicals, Half a Man und Let Go wurden weder als Singles veröffentlicht, noch konnten sie aufgrund von hohen Downloads oder Streaming die Charts erreichen. Dennoch wurden die Lieder mit Schallplattenauszeichnungen zertifiziert, womit sich Verkaufszahlen nachweisen lassen.
| Land/RegionAuszeichnungen für Musikverkäufe (Land/Region, Auszeichnungen, Verkäufe, Quellen) | Silber     | Gold       | Platin         | Diamant     | Verkäufe  | Quellen              |
| -------------------------------------------------------------------------------------------- | ---------- | ---------- | -------------- | ----------- | --------- | -------------------- |
| Australien (ARIA)                                                                            | —          | 4× Gold4   | 52× Platin52   | —           | 3.780.000 | aria.com.au          |
| Belgien (BRMA)                                                                               | —          | —          | 3× Platin3     | —           | 120.000   | ultratop.be          |
| Brasilien (PMB)                                                                              | —          | 3× Gold3   | 2× Platin2     | Diamant1    | 300.000   | pro-musicabr.org.br  |
| Dänemark (IFPI)                                                                              | —          | 3× Gold3   | 14× Platin14   | —           | 1.220.000 | ifpi.dk              |
| Deutschland (BVMI)                                                                           | —          | 2× Gold2   | 2× Platin2     | —           | 1.700.000 | musikindustrie.de    |
| Finnland (IFPI)                                                                              | —          | Gold1      | —              | —           | 10.000    | Einzelnachweise      |
| Frankreich (SNEP)                                                                            | —          | 2× Gold2   | —              | Diamant1    | 533.333   | snepmusique.com      |
| Italien (FIMI)                                                                               | —          | 2× Gold2   | Platin1        | —           | 135.000   | fimi.it              |
| Kanada (MC)                                                                                  | —          | 5× Gold5   | 19× Platin19   | —           | 1.720.000 | musiccanada.com      |
| Malaysia (RIM)                                                                               | —          | —          | Platin1        | —           | 10.000    | Einzelnachweise      |
| Neuseeland (RMNZ)                                                                            | —          | 3× Gold3   | 12× Platin12   | —           | 360.000   | radioscope.co.nz NZ2 |
| Niederlande (NVPI)                                                                           | —          | —          | 2× Platin2     | —           | 160.000   | nvpi.nl              |
| Norwegen (IFPI)                                                                              | —          | 2× Gold2   | 11× Platin11   | —           | 640.000   | ifpi.no              |
| Österreich (IFPI)                                                                            | —          | Gold1      | Platin1        | —           | 45.000    | ifpi.at              |
| Philippinen (PARI)                                                                           | —          | —          | Platin1        | —           | 15.000    | Einzelnachweise      |
| Polen (ZPAV)                                                                                 | —          | 2× Gold2   | 5× Platin5     | —           | 240.000   | olis.pl              |
| Portugal (AFP)                                                                               | —          | —          | 3× Platin3     | —           | 30.000    | Einzelnachweise      |
| Schweden (IFPI)                                                                              | —          | 5× Gold5   | 12× Platin12   | —           | 1.110.000 | sverigetopplistan.se |
| Schweiz (IFPI)                                                                               | —          | —          | 2× Platin2     | —           | 40.000    | hitparade.ch         |
| Singapur (RIAS)                                                                              | —          | Gold1      | —              | —           | 5.000     | rias.org.sg          |
| Spanien (Promusicae)                                                                         | —          | 2× Gold2   | Platin1        | —           | 120.000   | elportaldemusica.es  |
| Vereinigte Staaten (RIAA)                                                                    | —          | Gold1      | 6× Platin6     | —           | 6.500.000 | riaa.com             |
| Vereinigtes Königreich (BPI)                                                                 | 6× Silber6 | 2× Gold2   | 5× Platin5     | —           | 4.560.000 | bpi.co.uk            |
| Insgesamt                                                                                    | 6× Silber6 | 41× Gold41 | 155× Platin155 | 2× Diamant2 |           |                      |